# TuS Stuttgart
Der tus Stuttgart 1867 e. V. (Turn- und Sportbund Stuttgart 1867 e. V.) ist ein Sportverein aus dem Stuttgarter Stadtbezirk Degerloch. Mit rund 5400 Mitgliedern (Stand: Januar 2025) in 14 Abteilungen) ist er einer der größeren Sportvereine Stuttgarts.

## Geschichte
Turnerbund Stuttgart
Vor 150 Jahren, im Jahre 1867, gab eine Spaltung unter den Mitgliedern des Männerturnvereins von 1843 Anlass dazu, den Turnerbund Stuttgart zu gründen.
Der Verein gehörte seit seiner Gründung der deutschen Turnerschaft an und beteiligte sich mit großem Erfolg an den Kreis-, Landes- und deutschen Turnfesten.
Die folgenden Jahre bis 1933 waren wohl die erfolgreichsten Jahre des Turnerbundes in sportlicher Hinsicht. Die Turner, Volksturner, Schwimmer, Handballer, Fußballer und Tennisspieler konnten überall große Erfolge verzeichnen.
Im Jahre 1933 konnte man mit Stolz auf den inzwischen auf 2000 Mitgliedern gewachsenen Verein blicken.
Doch nach starken Einbußen der Mitgliederanzahl zwischen 1938 und 1946, welche der Kriegszeit geschuldet war, konnte der Betrieb 1946 aber wieder mit 60 Mitgliedern aufgenommen werden. Nach und nach stellten sich auch die Erfolge wieder ein und die Mitgliederzahl nahm stetig zu. Die Mitgliederzahl wuchs wieder auf über 1500 Mitglieder an.
Der Stuttgarter Turnverein
Mit dem Stuttgarter Turnverein begann es im Jahre 1882. Ein Häuflein Männer, die größtenteils vom Männerturnverein Stuttgart gekommen waren, beschlossen damals, einen neuen Turnverein zu gründen. Es war der Wunsch nach etwas Neuem und Besseren. Mit viel Idealismus haben diese Männer dann ihr Vorhaben zu gutem Ende durchgeführt.
Der Sportverein Degerloch
Einige Jahre später wurde der „Turnverein Degerloch“ 1886 als eingetragener Verein gegründet. Aus der Festschrift zum 25-jährigen Jubiläum des Turnvereins Degerloch im Jahre 1911, geht hervor, dass sich die „jungen Männer“ Emil Kies, Wilhelm Geiger und Eugen Neef im Jahre 1886 zusammentaten, um einen Turnverein ins Leben zu rufen.
Nach dem Ersten Weltkrieg hat sich der Turnverein 1886 Degerloch im Jahre 1919 mit dem Athletenbund zur „Sportvereinigung Degerloch 1886“ zusammengeschlossen. In der Folge schloss sich im Jahre 1934 die Sportvereinigung mit dem Rest der „Freien Turner V. 1907“ (Arbeitsturnverein), der als zweiter sporttreibender Verein in Degerloch bestand, zum „Turn- und Sportverein 1886“ zusammen. Nach dem Zweiten Weltkrieg entstand als Nachfolger des SVD, der „Sportverein Degerloch e. V. v. 1886“. Es ging nun sprunghaft aufwärts.
tus Stuttgart
Die immer größer werdende Freizeit der Menschen stellte den Sportvereinen die Aufgabe, ein breitgefächertes, attraktives Sportangebot vorzulegen. Dies zwang schon aus wirtschaftlichen Gründen zum Großverein. Zusammenschlüsse von Vereinen, die seit Jahrzehnten bestanden, waren keine leichte Sache.
Vernunft und Einsicht siegten jedoch bei der Gründerversammlung am 9. November 1973 bei der sich die rund 300 Mitglieder aus den Vereinen „Sportverein Degerloch“, „Turnerbund Stuttgart“ und „Stuttgarter Turnverein“ zusammenfanden. So kam der Beschluss zustande, die fußballbewussten Degerlocher, die tenniserprobten TB-ler und die ballerfahrenen TV-ler zum 1. Januar 1974 als „Turn- und Sportbund Stuttgart 1867 e. V.“ (kurz tus) zu fusionieren.

### Volleyball
Die Volleyball-Männer spielten von 1974 bis 1982 in der ersten und zweiten Bundesliga. Die Volleyball-Frauen spielten von 1979 bis 1992 in der ersten und zweiten Bundesliga. Die Nationalspielerinnen Renate Riek, Beate Bühler, Karin Steyaert und Maria Leister waren beim TuS Stuttgart aktiv.

## Organisationsstruktur
Beim tus Stuttgart werden in 14 Abteilungen folgende Sportarten angeboten:
- Aikido
- Badminton
- Basketball
- Faustball
- Fechten
- Fußball
- Handball
- Skisport
- Taekwon-Do / Kickboxen
- Tanzen
- Tennis
- Tischtennis
- Turnen
- Volleyball

Neben den 14 Abteilungen gibt es noch:
- tus|fit
- tus|kids Sportschule
- Sportkindergarten
- Gesundheitssport